# Defect Designer
Defect Designer — музыкальная группа из г. Осло, играющая в стиле прогрессивный дэт-метал. Изначально группа была основана в Новосибирском Академгородке; в 2012 году лидер переехал в Норвегию.
Является первой группой, получившей официальную поддержку — эндорсмент — Guitar Pro.

## История
В 2007 Defect Designer из Новосибирска на местной студии записали промо из четырёх песен «W». Демо было разослано по всему миру, группы получила массу положительных отзывов и решила записать полноформатный альбом в Европейской студии.
В феврале 2008 Defect Designer за собственный счёт приехали в стуюдию Hertz Studio в Польше (известной по работе с такими группами как Vader, Decapitated, Behemoth, Sceptic). Группе пришлось преодолеть 4000 километров.
В 2009 группу заметил итальянский лейбл My Kingdom Music, был подписан контракт на издание альбома «Wax» по всему миру.
В 2012 форнтмэн группы и автор всего материала переехал в Осло. Defect Designer выпустили второй альбом «Ageing Accelerator» в 2015, записав работу с участниками групп SepticFlesh, Cryptopsy и Trollfest.
В текущий состав входят музыканты из Trollfest, Diskord и Vingulmork. В 2020 группа подписала контракт на несколько альбомов с лейблом Transcending Obscurity Records.
В 2023 группа анонсировала грядущий новый альбом Chitin с новый составом.

## Дискография
Студийные альбомы
- Wax (2009, My Kingdom Music)
- Ageing Accelerator (2015, Sleaszy Rider Records)
- Chitin (2024, Transcending Obscurity Records)

EP
- W (2007) — записано в апреле, 2007
- AA (Декабрь, 2013, цифровое издание)
- Neanderthal (2022, Transcending Obscurity Records)

Компиляции
- Siberian Death metal CD (2007)
- Putrid Tunes Compilation CD (2008)

## Видеоклипы
- When Your Face Doesn’t Melt Snowflakes.
- Yellow Grimace
- Crusaders
- Cowboys — кавер на песню группы Portishead
- StarDust
- Wrinkles